# Kaldenkirchener Grenzwald

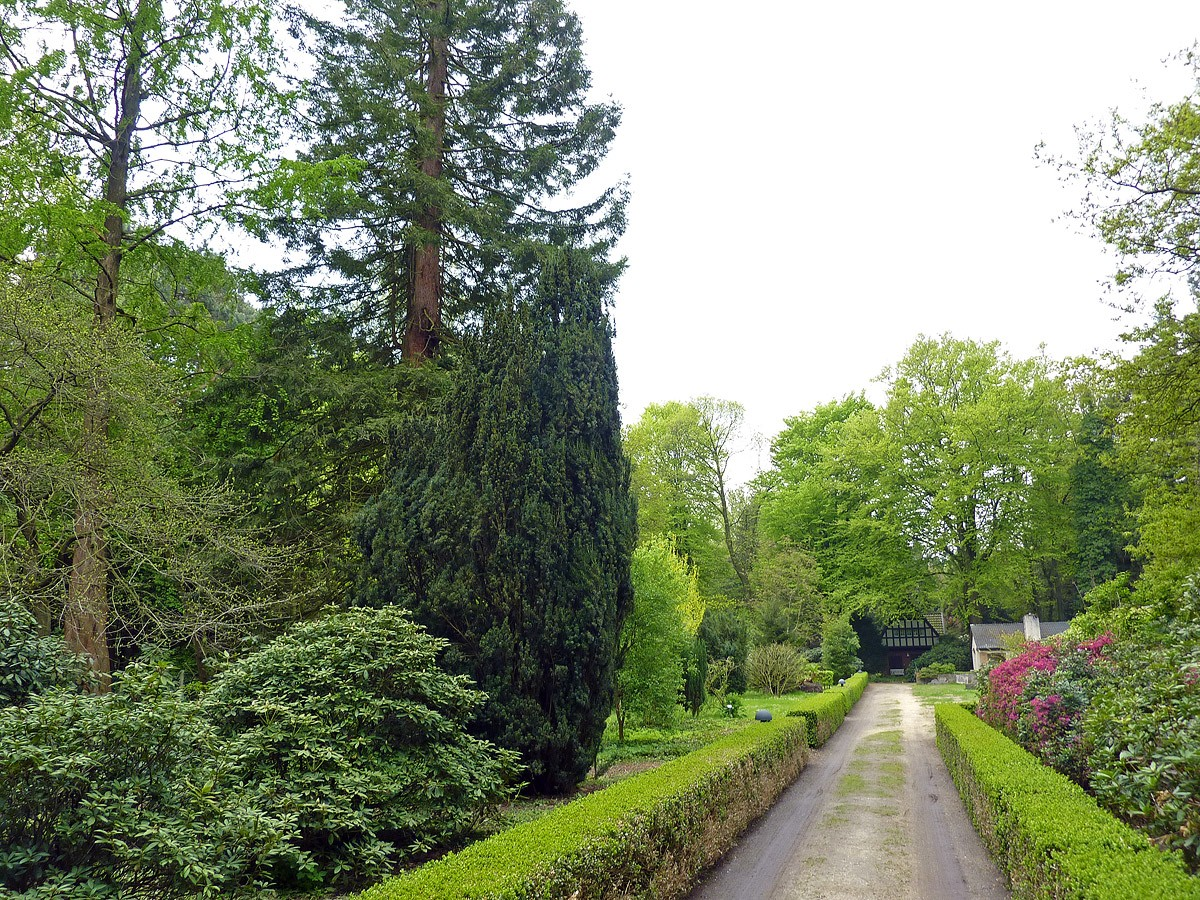
Eingangsbereich des Arboretums Sequoiafarm Kaldenkirchen im Grenzwald

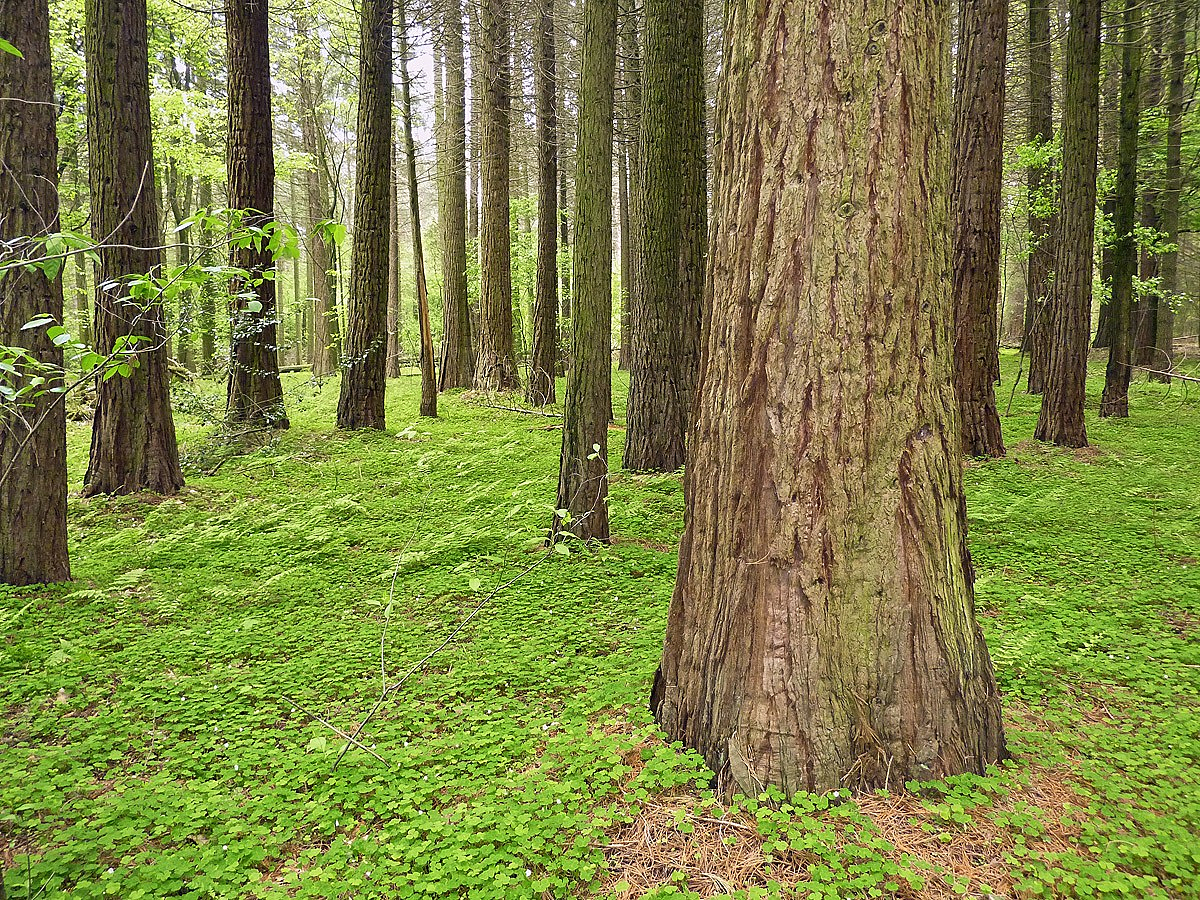
60-jähriger Bergmammutbaumbestand in der ehemaligen „Versuchsanlage 1“ der Sequoiafarm (2010)

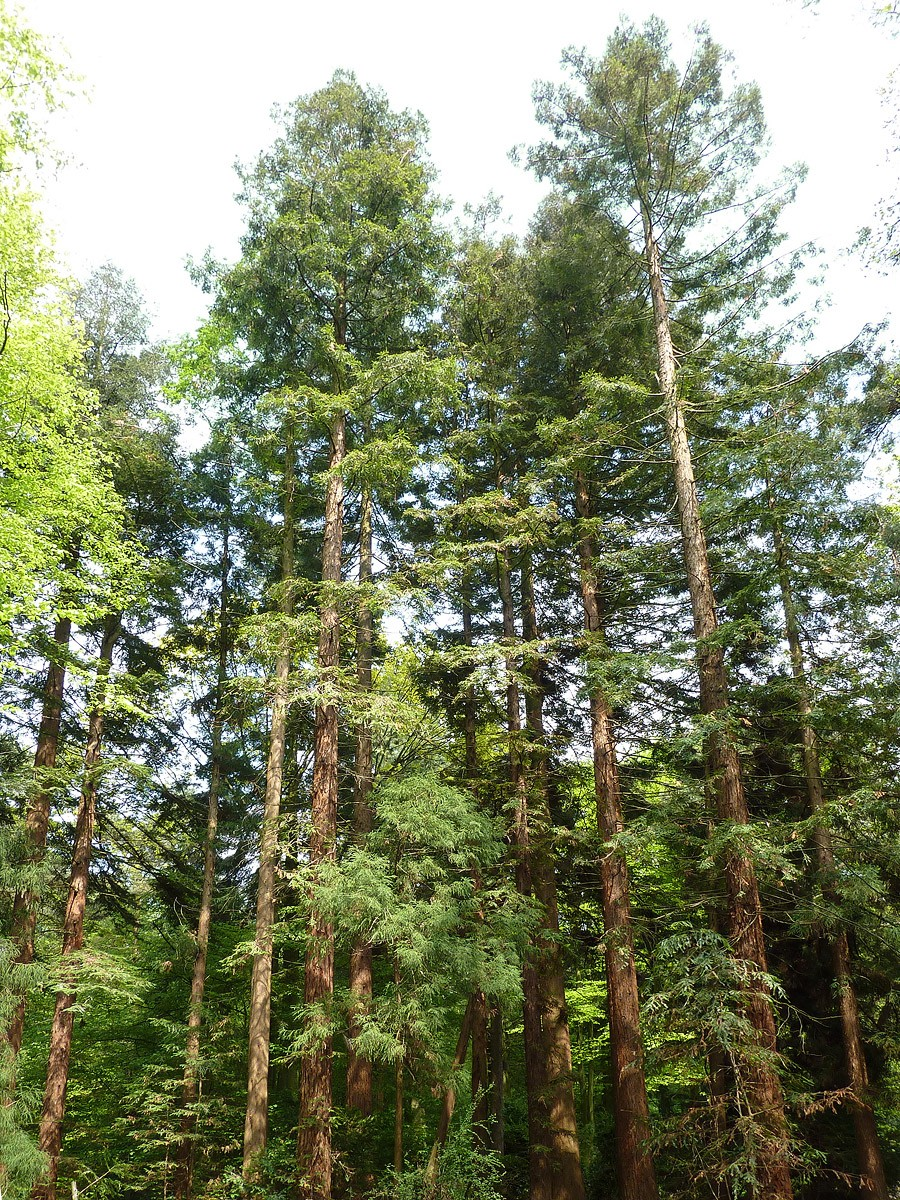
58-jährige Gehölzgruppe von Sequoia sempervirens im Farmgelände (2010)

Der Kaldenkirchener Grenzwald ist ein Landschafts- und Naturschutzgebiet und Teil des Naturparks Maas-Schwalm-Nette am linken Niederrhein.

## Lage und Bodenbeschaffenheit
Der Grenzwald liegt im Westen und Südwesten von Kaldenkirchen und gehört zur Gemeinde Nettetal. Im Westen findet er seinen Abschluss am Maas-Abhang (im Volksmund Die Schlucht genannt), an dem entlang die deutsch-niederländische Grenze verläuft.
Im Allgemeinen ist der Boden recht nährstoffarm und besteht meist aus Sand; auch kommt Ton vor. Es gibt vereinzelt einige kleine Moor- und Sumpfbezirke. Die Böden ließen, als ab 1800 wegen des allgemeinen Holzmangels eine geregelte Forstwirtschaft eingeführt wurde, nur Aufforstungen mit der anspruchslosen Waldkiefer zu. Der Ton wurde von der regen heimischen Dachziegelindustrie, die inzwischen zum Erliegen kam, abgebaut.

## Der Waldbrand von 1947
Nach dem Zweiten Weltkrieg wurde der Wald zur Sperrzone erklärt und der Baumbestand den Niederländern als Reparation zur Abholzung freigegeben. Der mit liegengelassenen Baumkronen und dürren Ästen bedeckte Waldboden brannte im heißen Sommer 1947 vollständig ab. Zurück blieb reiner Sandboden, der dem Wind eine große Angriffsfläche bot; es kam zu Erosion in Form von – in Deutschland ungewöhnlichen – Sandstürmen, die über Felder und Nachbarorte wehten.

## Die Wiederaufforstung

### Erschwernisse
Schwierigkeiten bereiteten nicht nur der völlig ausgetrocknete Sandboden und die Mittelbeschaffung gleich nach dem Krieg, sondern auch die unübersichtliche Aufteilung des Bodens in ca. 5000 Kleinparzellen, die teilweise eine Größe von gerade einmal 0,1 ha aufwiesen. Die Eigentümer zeigten wenig Interesse an einer Wiederaufforstung. 1919 hatten die Belgier den Wald als Reparationsleistung abgeholzt, die Entschädigungszahlung wurde wegen der Inflation wertlos. Für die zweite Zwangsabholzung durch die Niederländer wurde die Entschädigungsauszahlung zum Teil bis zum Tag der Währungsreform hinausgezögert und somit erneut entwertet. Zudem erhoben die Niederlande Anspruch auf den größten Teil des Waldes im Zuge der Nachkriegsgrenzberichtigungen. Dennoch gelang es, angeregt von Ernst J. Martin, am 14. November 1949 die Waldwirtschaftsgemeinschaft Kaldenkirchen (WWG) zu gründen, in der sich fast alle Waldbauern zusammenschlossen und die nach einem Flurbereinigungsverfahren auf diese Weise beträchtliche Mittel zur Aufforstung erwirken konnte.

### Ein neuer Wald entsteht
Nach dem Ausbau des Wegenetzes wurde zunächst mit der Anlage von Windschutzalleen begonnen; die Laubholz-Hochstämme erhielten herangeschafften neuen Humusboden, jeder Baum – an einem Holzpfahl festgebunden – musste mit einem Drahtzaun gegen Wildverbiss geschützt werden. 1951 wurden 650.000 Kiefern gepflanzt, später kamen unter anderem auch Roteichen dazu und es wurden, um eine Monokultur zu verhindern, unzählige Vogelschutzgehölze angelegt. Eine Maikäferschwemme sowie die Kiefernschütte bedrohten die Neuanpflanzungen. Um ein natürliches ökologisches Gleichgewicht herzustellen, wurden Nisthilfen für Vögel und Fledermäuse aufgehängt; in Spezialkästen wurden Rote Waldameisen aus der Eifel in den neuen Wald transportiert. Um die Waldbrandgefahr zu mindern, wurden Schutzschneisen ausgebaut und Löschwasserteiche angelegt. Versuchsflächen der Sequoiafarm wurden mit unterschiedlichen Baumarten bepflanzt. Eine Besonderheit ist die anderthalb Kilometer lange Edelkastanie-Allee mit unterschiedlichen Fruchtsorten. Die Deutsche Waldjugend Viersen betreut seit einem Vierteljahrhundert einen Patenforst im Grenzwald und führte dort zum Beispiel ein Fledermaus-Wiederansiedlungsprogramm durch.

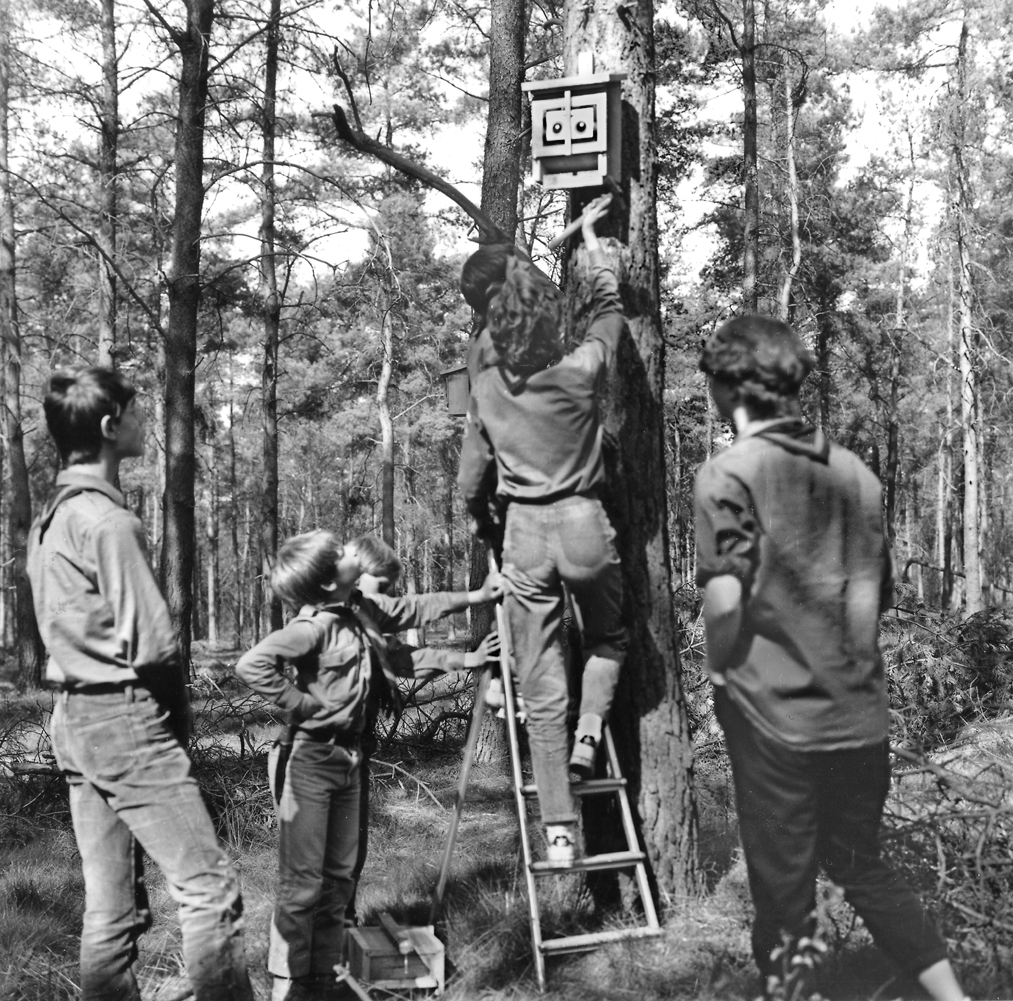
Zur Wiederansiedlung von Fledermäusen befestigte die Waldjugend entsprechende Kästen im Grenzwald.

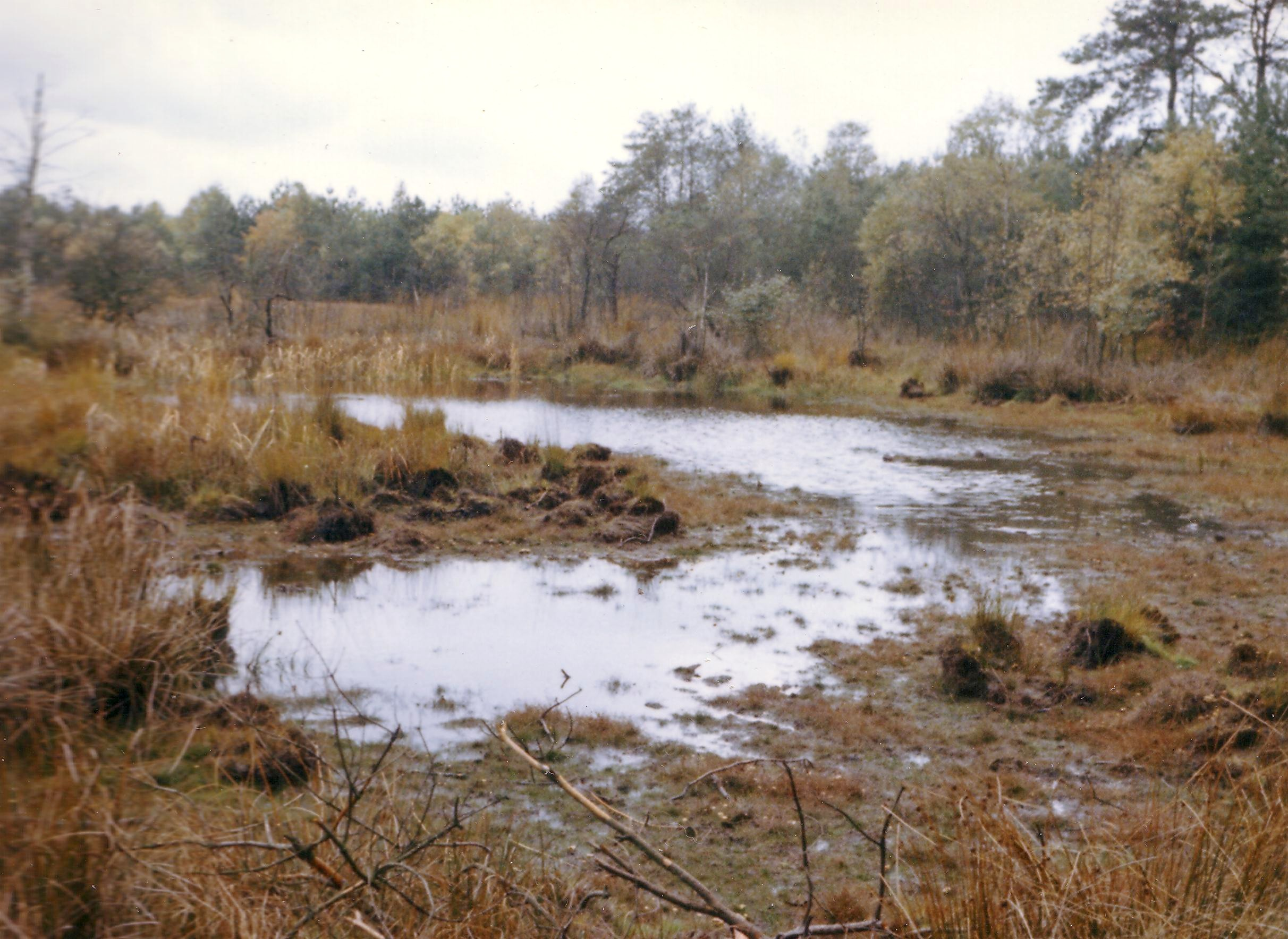
Heidemoor Kempkes Venn

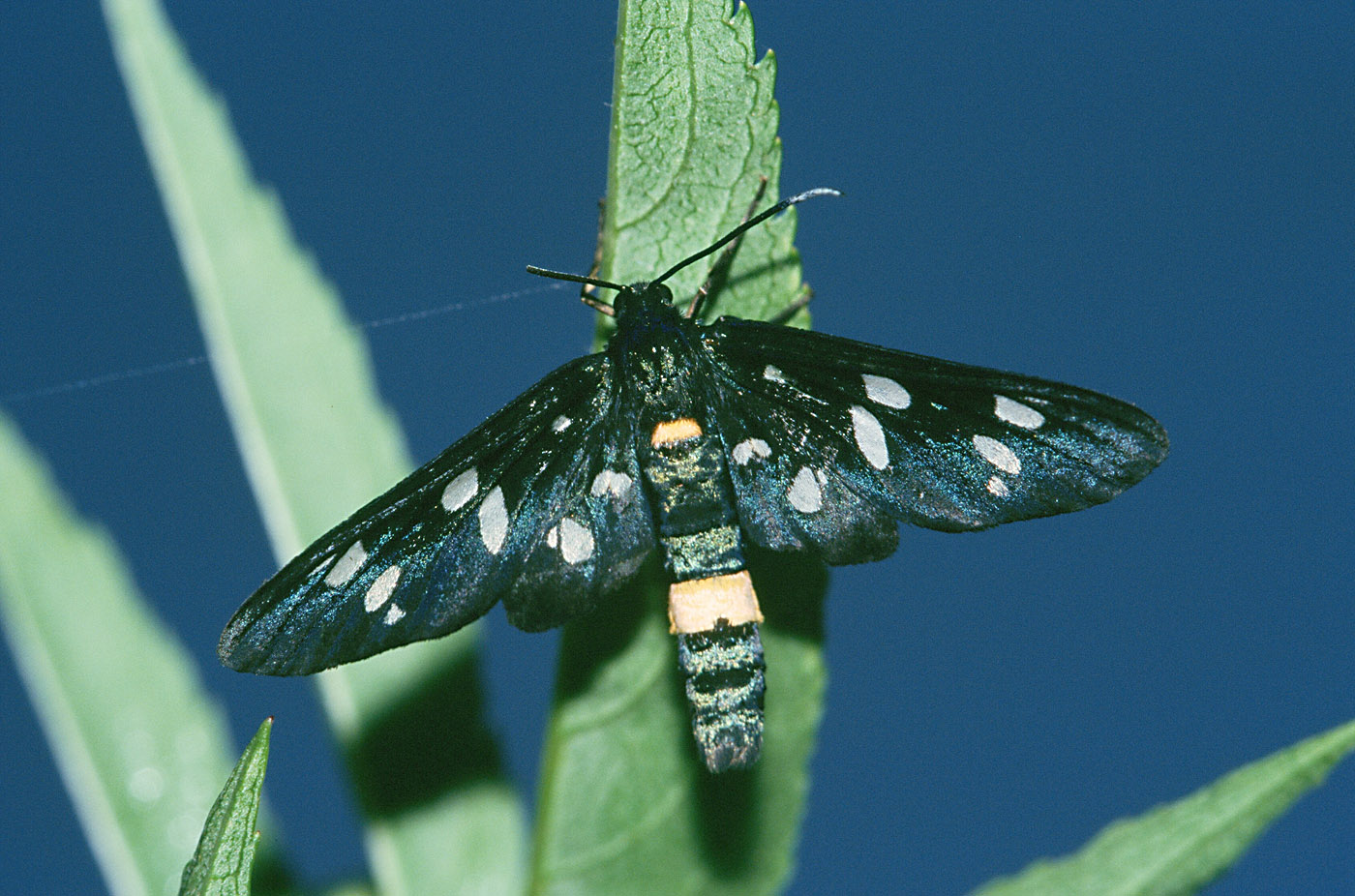
Weißfleck-Widderchen – ein seltener Gast im Grenzwald

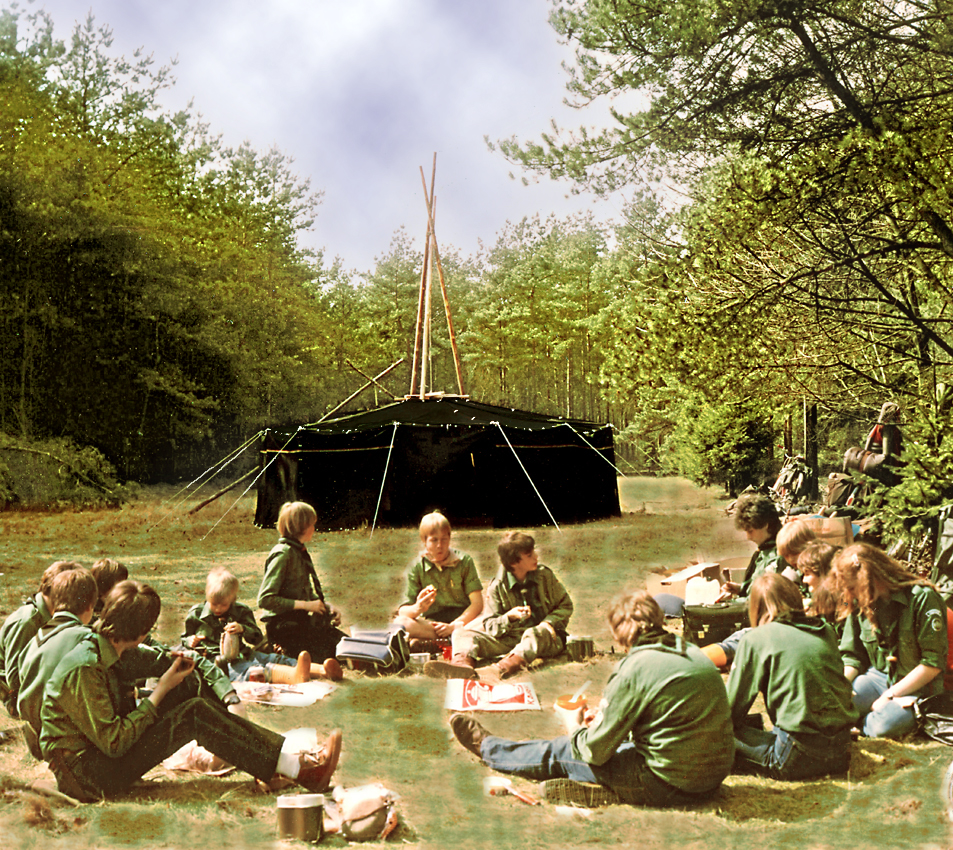
Mitglieder der Deutschen Waldjugend bei der Mittagspause während eines Forsteinsatzes im Grenzwald, im Hintergrund eine Jurte.

## Der Grenzwald heute – Naherholungs- und Naturschutzgebiet
Der gegenwärtige Grenzwald zeigt eine große Baumvielfalt; unter den abwechslungsreichen Beständen hat sich längst wieder ein neuer Humusboden gebildet. Er ist ein gefragtes Naherholungsziel. In der Nähe des heutigen Arboretums Sequoiafarm ist ein Geo-hydrologischer Wassergarten angelegt worden, der Besuchern offensteht. Es gibt zahlreiche ausgewiesene Reit- und Wanderwege sowie Schutzhütten und es finden regelmäßig naturkundliche Führungen statt. Im Gelände der ehemaligen „Versuchsanlage 1“, ca. 500 m nördlich der Sequoiafarm, befindet sich ein 60-jähriger (2010) Bestand von über hundert Bergmammutbäumen, unter dem sich inzwischen ein Sauerkleeteppich ausgebreitet hat.
Die unter Naturschutz stehenden kleinen Moor- und Sumpfgebiete (die Grenzwald-Hochmoore Langes Venn, Galgenvenn, Kempkes Venn und Sonsbeck sind die letzten dieser Art am Niederrhein) sind als besondere Biotope Rückzugsorte für seltene Pflanzen (neben Wollgras z. B. die nur hier vorkommende Graue Glockenheide) und Tiere (neben Libellenarten z. B. den gelegentlich zu sichtenden Schmetterling Weißfleck-Widderchen). Das Naturschutzgebiet Heidemoore befindet sich im südlichen Teil des Kaldenkirchener Grenzwaldes. Früher wurde in diesen Venns in geringem Maße Torf abgebaut und im 19. Jahrhundert, als noch Flachs angebaut wurde, Kuhlen zum Verrotten des Flachses gegraben. Aus diesen ehemaligen Senken entstanden im Laufe der Zeit nährstoffarme Lebensräume. Der Bereich der Heidegewässer wird durch Mittel der Landschaftsplanung gepflegt. Hier haben sich viele Pflanzenarten verbreitet, darunter Sonnentau und Schnabelried, und dort befindet sich inzwischen einer der größten Moorfroschbestände in Nordrhein-Westfalen.
Durch den Grenzwald führt der Premiumwanderweg „Galgenvenn“. Er wurde 2016 zum zweitschönsten Wanderweg Deutschlands gewählt.